# Leptomyrmex unicolor
Leptomyrmex unicolor är en myrart som beskrevs av Carlo Emery 1895. Leptomyrmex unicolor ingår i släktet Leptomyrmex och familjen myror. Inga underarter finns listade i Catalogue of Life.

## Bildgalleri

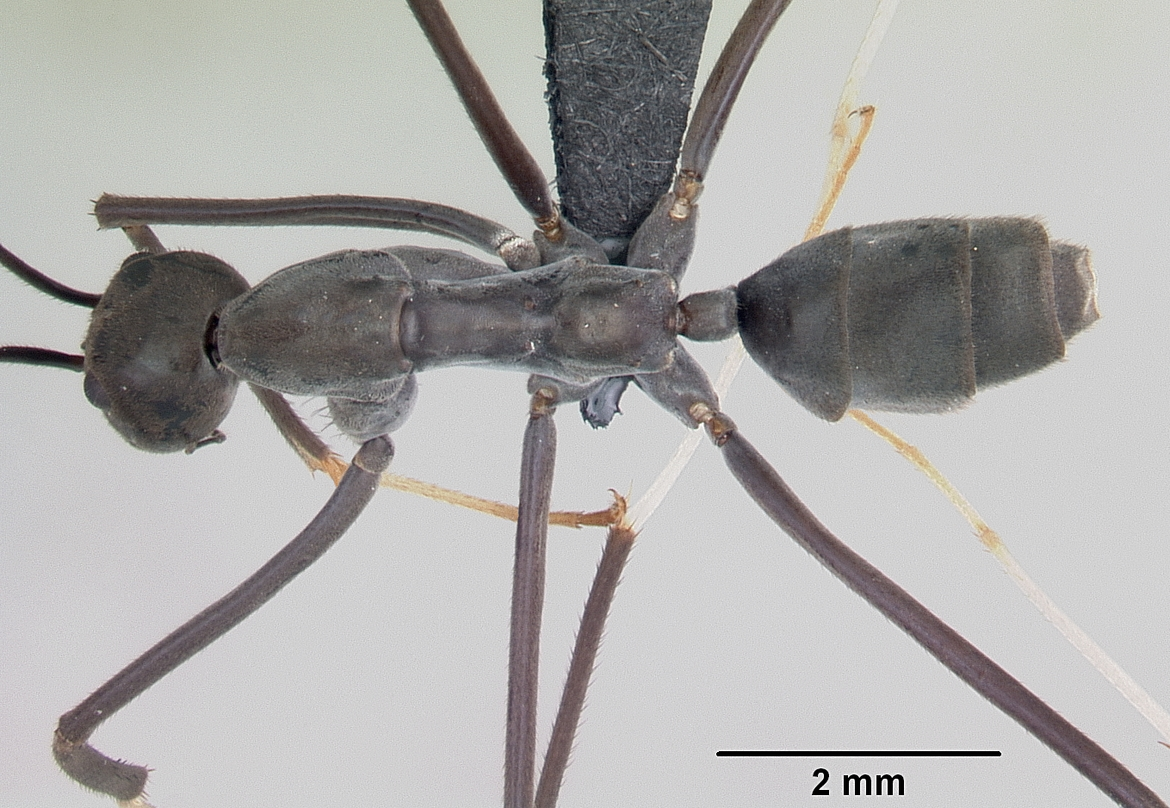
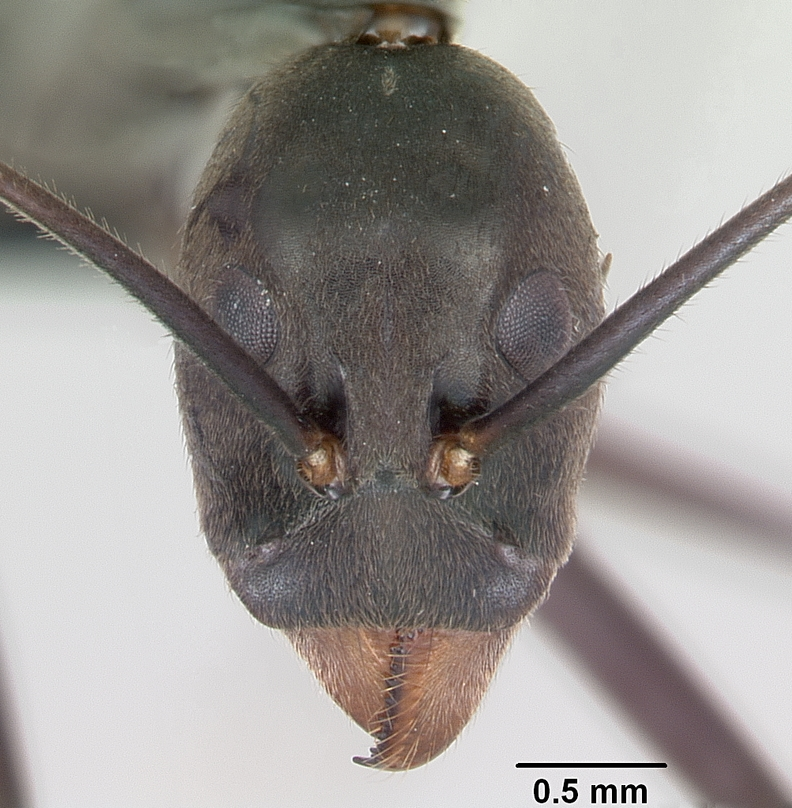
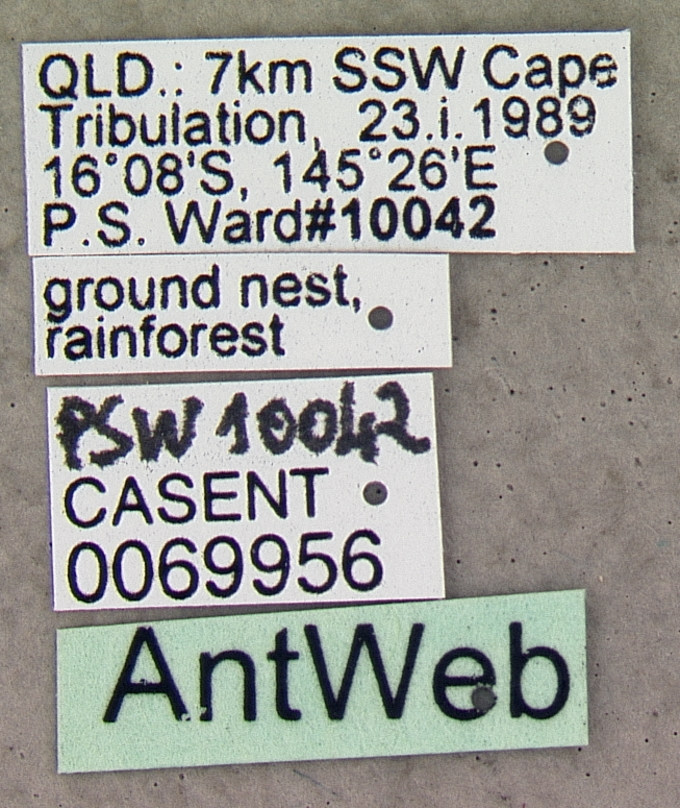
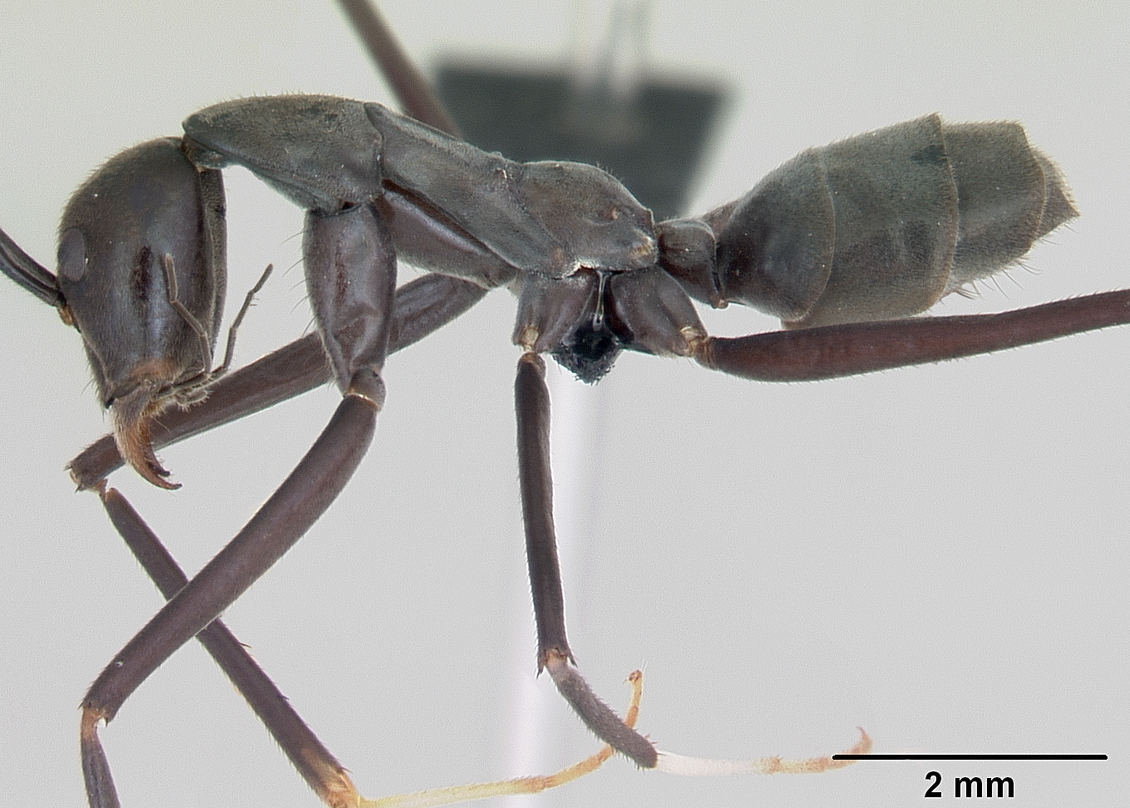
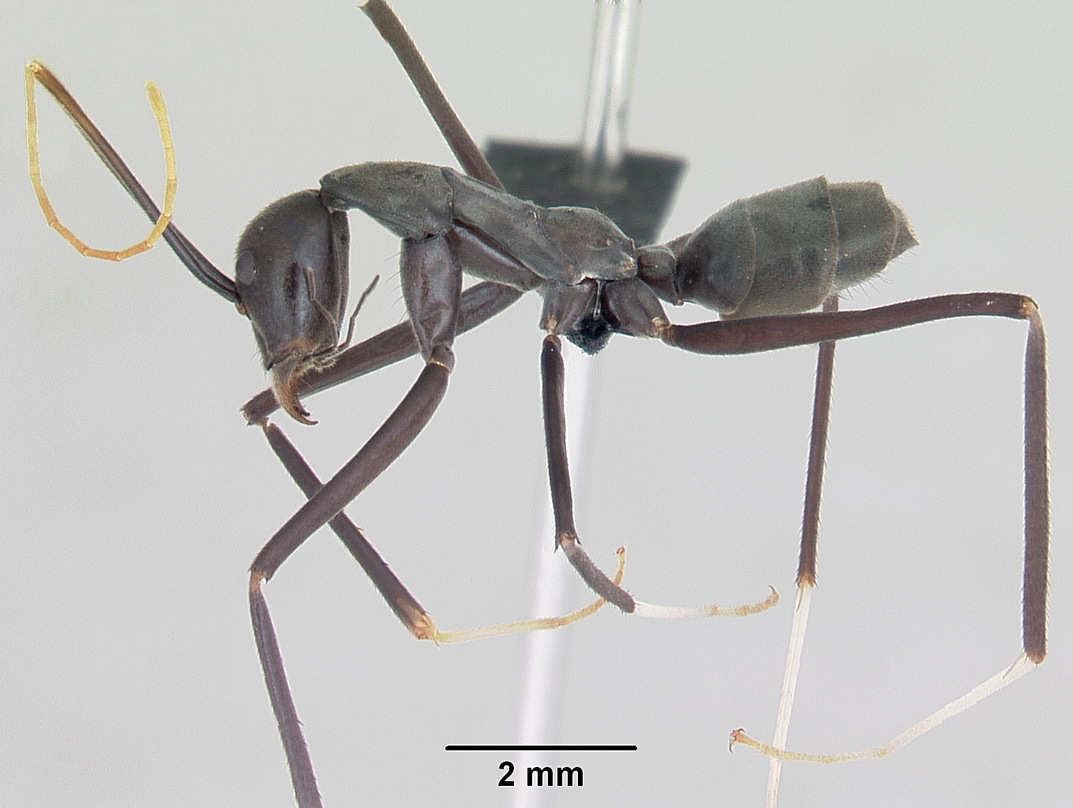
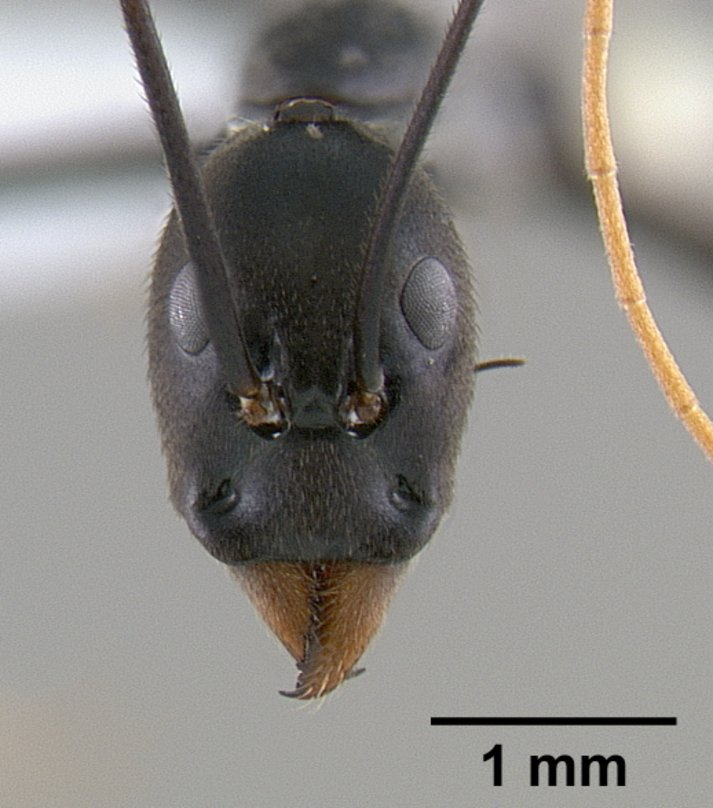